# 雷沛鸿
雷沛鸿（1888年2月11日—1967年7月21日），字宾南，乳名寿增，广西省南寧府宣化縣津頭村人，中国政治人物，中国致公党党员。

## 生平[1]
光绪三十一年（1905）考入两广高等工业学堂修读化学。三十二年加入中国同盟会，先后参加新军起义和广州黄花岗起义。曾任广西左江师范监督、南宁府中学堂校长。民国二年（1913）赴英国留学，次年转赴美国，先后就读密歇根大学、欧柏林大学（Oberlin College）、哈佛大学，获欧柏林大学文学学士学位、哈佛大学文科硕士学位。
回国后，任广西省长署教育科长。22年，于津头村创办广西普及国民基础教育研究院，任院长。25年创办国民中学。民國30年2月12日任國立廣西大學校長。32年11月任广西教育研究所所长。33年秋在百色创办西江学院。
歷任廣西省政府委員兼廣西省政府教育廳廳長、廣西省普通考試典試委員、高等考試初試典試委員、二十九年高等考試財政金融人員考試初試典試委員
民國37年（1948年）在教育會南區當選第一屆立法委員，曾出席第一會期外交委員會、教育文化委員會、僑務委員會
中华人民共和国建立后，历任广西省人民政府监察委员会副主任，政协广西省第一届委员会副主席，政协自治区第二、三届委员会副主席，第二、三、四届全国政协委员，中国致公党中央常务委员会委员，致公党广西主任委员，全国侨联委员，自治区侨联主席等职。1967年病逝于南宁。

## 观念
雷沛鸿提出教育在抗战中仅次于战争和生产的观点，面对当时中国内忧外患的现实，批判地吸收中外各种教育思想精华，在广西全省大规模地发起民族教育运动。这一行为直接促进了上世纪三四十年代广西现代教育进程的发展,使广西现代教育体制初步建立，同时也为四十年代国民政府的教育立法提供了有益的经验。 雷沛鸿也认同毛泽东的“论持久战”中的大部分观点。
雷沛鸿还认为当时国内的党派争斗过于“狠毒、卑鄙”，党派争斗致使大量青年成为政治斗争的工具，而不能为国家建设贡献力量。主张中国应该效仿西方，采用议会制，将政治议论完全交给议会。

## 著作
- 译著《英宪精英》、《法学史》、《社会科学史纲》等；
- 著有《广西地方文化的研究一得》、《国民基础教育论丛》、《国民中学创制集》、《成人教育论丛》等书。